# 袁江华
袁江华（1974年—），河南内黄人，汉族，中华人民共和国政治人物、第十二届全国人民代表大会河南地区代表。
毕业于河南财经学院会计专业。2013年，担任全国人大代表。